# Anthurium angustilobum
Anthurium angustilobum är en kallaväxtart som beskrevs av Thomas Bernard Croat. Anthurium angustilobum ingår i släktet Anthurium och familjen kallaväxter. Inga underarter finns listade.